# Карузак
Карузак (устар. Ангелька) — река в России, протекает по Башкортостану. Устье реки находится в 4,1 км по левому берегу реки Каран. Длина реки составляет 12 км.

## Данные водного реестра
По данным государственного водного реестра России, относится к Уральскому бассейновому округу, водохозяйственный участок реки — Урал от Магнитогорского гидроузла до Ириклинского гидроузла, речной подбассейн реки — подбассейн отсутствует. Речной бассейн реки — Урал (российская часть бассейна).
Код объекта в государственном водном реестре — 12010000312112200001915.